# Новополлє (Пуховицький район)
Новополлє (біл. вёска Навапольле) — село в складі Пуховицького району Мінської області, Білорусь. Село підпорядковане Новопольській сільській раді, розташоване в центральній частині області.